# Sesarma meridies
Sesarma meridies is een krabbensoort uit de familie van de Sesarmidae. De wetenschappelijke naam van de soort is voor het eerst geldig gepubliceerd in 2005 door Schubart & Koller.